# Tatarstan

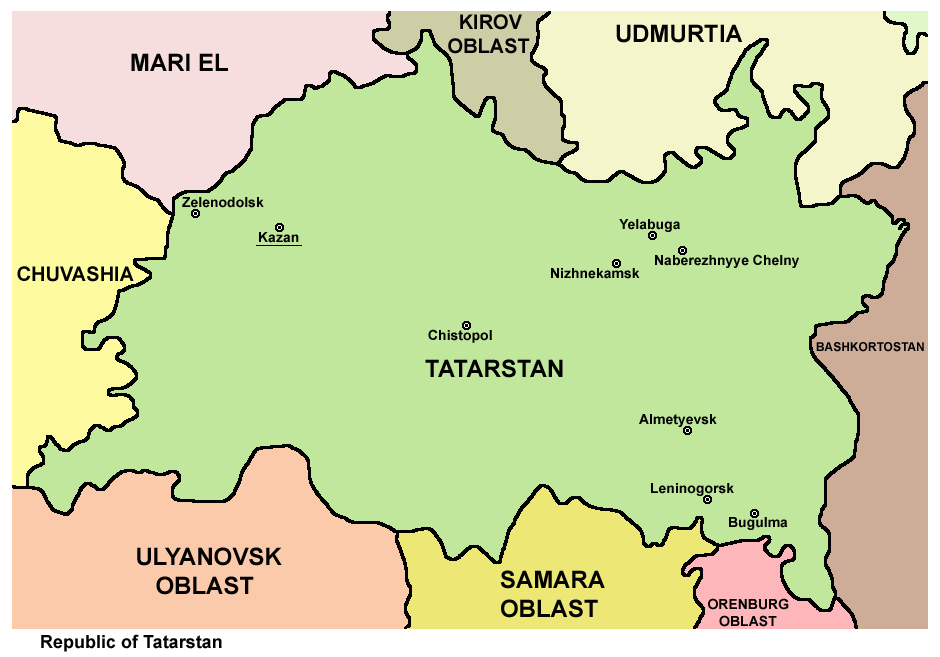

Tatarstan (tatariska: Татарстан Республикасы; ryska: Республика Татарстан eller Татария) är en delrepublik i Ryssland, vars namn  refererar till den största folkgruppen i området, tatarerna, med det persiska suffixet -stan som betyder plats. Folkmängden uppgår till cirka 3,8 miljoner invånare. Republikens huvudstad är Kazan och andra stora städer är Naberezjnyje Tjelny, Nizjnekamsk och Almetievsk. Federationssubjektets andra president är sedan 2010 Rustam Minnichanov (tatariska: Рөстәм Миңнеханов, Röstäm Mingnechanov).
Tatarstan kallades under tsartiden guvernementet Kazan, och delrepublikens gränser överensstämmer med det 1552 av Ryssland erövrade Kazankhanatet. År 1920 blev området en delrepublik under namnet Tatarien, vilket 1991 ändrades till Tatarstan. Delrepubliken ligger mellan floderna Volga och Kama, ungefär 800 kilometer från Moskva. 
Majoritetsbefolkningen är tatarer, ett turkfolk som talar tatariska, som vanligtvis skrivs med ett latinskt alfabet baserat på det turkiska alfabetet, men ibland med en modifierad variant av det kyrilliska alfabetet (särskilt i officiella sammanhang eftersom rysk lag endast tillåter det kyrilliska alfabetet som officiellt). En betydande minoritet är ryssar. Ryska och tatariska är officiella språk.

## Historia
Den tidigast kända statsbildningen inom Tatarstans gränser var det Volgabulgariska riket (cirka 965–1238). Till en början var riket ett lydrike underställt Khazarriket, men när det besegrades 965 av Svjatoslav kunde Volgabulgarerna få sin självständighet. Volgabulgarerna kontrollerade handeln på Volga och hade handelskontakter i såväl Baltikum som Mellanöstern. Islam introducerades i området av missionärer från Bagdad vid tiden för Ahmad ibn Fadlans resa genom området 922.
Volgabulgarernas rike erövrades av mongolerna under Batu Khan under sent 1230-tal. Befolkningen i området växte nu ytterligare till följd av att Gyllene Horden förde med sig många kiptjarer och då deras nordvästturkiska språk blev majoritetsspråket blev de kända som "Volga-tatarer". På 1430-talet blev området återigen självständigt men erövrades av tsar Ivan IV av Ryssland på 1550-talet. Tatarerna utsattes för förryskningsförsök och många moskéer i området förstördes. Tatarernas religiösa situation förbättrades under Katarina II av Ryssland, som 1788 utsåg islam till en av de officiella religionerna i Ryssland.
[uppföljning saknas]

### Fotnoter
1. ↑  Tjislennost naselenija rajonov i gorodskich naselennych punktov (excelfil) Arkiverad 7 juli 2011 hämtat från the Wayback Machine. Invånarantal i Rysslands administrativa enheter vid folkräkningen den 14 oktober 2010. Läst 25 juni 2011.
2. ↑  läs online, www.azatliq.org .[källa från Wikidata]
3. ↑  läs online, www.idelreal.org .[källa från Wikidata]
4. ↑  ”Tatarstan”. Nationalencyklopedin. http://www.ne.se/uppslagsverk/encyklopedi/l%C3%A5ng/tatarstan. Läst 28 juli 2016.
5. ↑  Nationalencyklopedin multimedia plus, 2000 (uppslagsord Tatarstan)
6. 1 2  Viacheslav Shpakovsky, David Nicolle. Armies of the Volga Bulgars & Khanate if Kazan: 9th to 16th centuries. Bloomsbury Publishing. Läst 4 februari 2017
7. ↑  Steven L. Danver. Native Peoples of the World: An encyclopedia of Groups, cultures and contemporary issues. Routledge. Läst 4 februari 2017
8. 1 2  Jeffrey Cole. Ethnic Groups of Europe:An Encyclopedia. ABC-CLIO. Läst 4 februari 2017